# Estação Natal
A Estação Natal, popularmente conhecida como Estação da Ribeira, é uma das estações do Sistema de Trens Urbanos de Natal, situada em Natal, ao lado da Estação Alecrim I e da Estação Alecrim II. É uma das estações terminais da Linha Norte e da Linha Sul.
Foi inaugurada em 28 de setembro de 1881. Localiza-se em frente à Praça Augusto Severo. Atende o bairro da Ribeira.

## História
Inaugurada em 1881, foi construída inicialmente para atender a Estrada de Ferro Natal a Nova Cruz. Em 1917 passou a atender também a Estrada de Ferro Central do Rio Grande do Norte, apesar de uma estação ter sido construída para servir de terminal a esta linha.
Em 2015, o superintendente da CBTU em Natal, João Maria Cavalcante, anunciou que a estação será reformada.